# Haythem Albouchi
Haythem Albouchi, né le 16 janvier 1993, est un basketteur tunisien actif de 2012 à 2020.
Après six saisons, il quitte le Club africain en septembre 2018 pour rejoindre l'Union sportive monastirienne. Le 15 mars 2019, il quitte l'Union sportive monastirienne pour étudier aux États-Unis. Le 14 août 2019, il rejoint à nouveau l'Union sportive monastirienne. En septembre 2019, il rejoint l'Association sportive d'Hammamet sous la forme d'un prêt pour la saison 2019-2020.

## Carrière
- avant 2012 : Club sportif de Hammam Lif
- 2012-2016 : Club africain
- 2015[1] (6 mois) : Jeunesse sportive d'El Menzah
- 2016[1] (6 mois) : Jeunesse sportive d'El Menzah
- 2016-2018 : Club africain
- 2018-2019 : Union sportive monastirienne
- 2019-2020[1] : Association sportive d'Hammamet

## Palmarès
- Champion de Tunisie : 2014
- Coupe de Tunisie : 2014
- Coupe de la Fédération : 2017